# Brachymeria wanei
Brachymeria wanei är en stekelart som beskrevs av Jean Risbec 1957. Brachymeria wanei ingår i släktet Brachymeria och familjen bredlårsteklar.
Artens utbredningsområde är Senegal. Inga underarter finns listade.